# Per Nordquist
Pe(h)r Nordquist, född 26 september 1771, död i november 1805 i Neapel Italien, var en svensk bildkonstnär och grafiker.

## Biografi

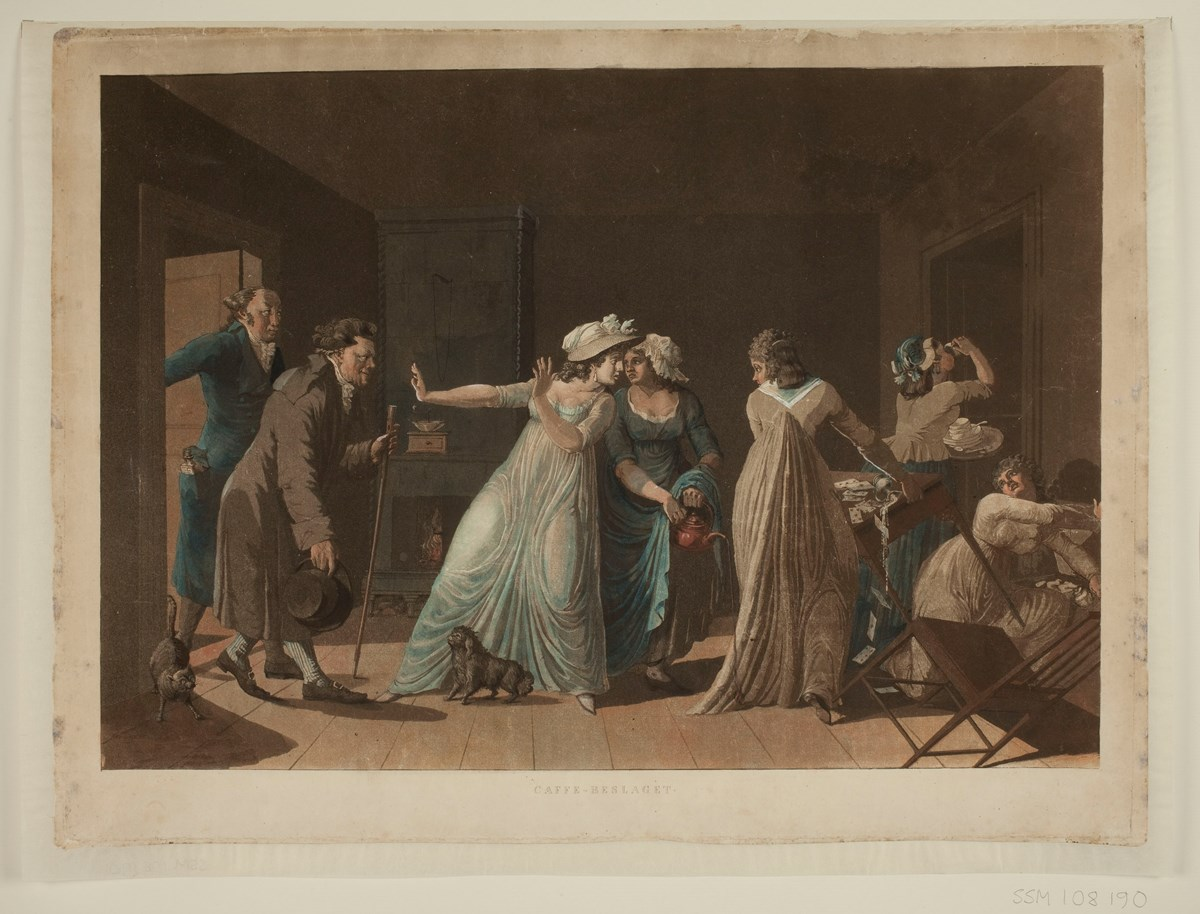
Kaffebeslaget, målning av Martin Rudolf Heland (1765-1814) - efter Per Nordquists målning med samma namn, 1799. Lagens hantlangare överraskar ett kaffedrickande sällskap damer, som skyndar sig att försöka dölja sin kaffedrickning. Stockholms stadsmuseum.

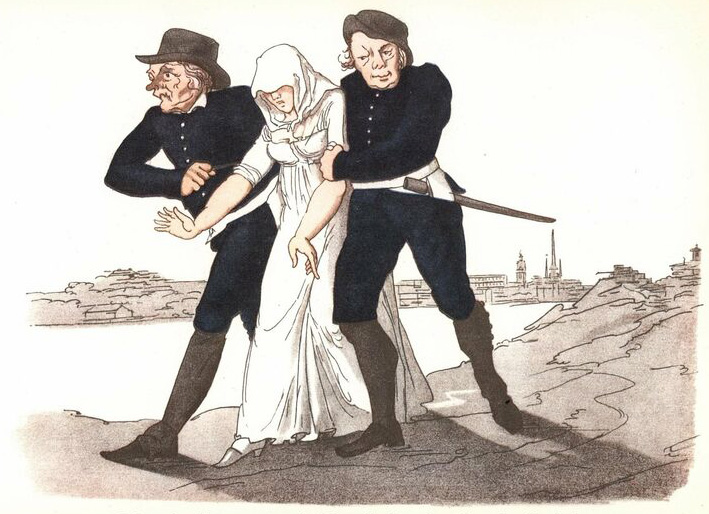
Paltar bortföra en gatnymf. Litografi efter akvarell.

Per Nordquist studerade för Johan Fredrik Martin från 1790 och från 1794 till Elias Martin vid Målarakademien. Senare blev han även Elias Martins medhjälpare vid utförandet av graverade utsikter och deras färgläggning. I sin stil kom han starkt att påverkas av Elias Martin. Han började efterhand även att måla i olja, gärna landskapsmotiv med skogar och forsar. 1802 reste han till Paris, och därifrån 1804 vidare till Rom. I Rom utförde han en mängd vyer. Han sökte sig sedan till Neapel för att söka bot för sin lungsot, men avled där. De målningar som fanns i hans ägo vid dödstillfället brändes av rädsla för smitta.
Per Nordquist, liksom Martin (Mårten) Rudolf Heland och Johan Petter Cumelin, var bland bröderna Martins främsta elever i den topografiska gravyrskolan. Det krävdes förlagor i tuschteckning för de ofta attraktivt handkolorereade gravyrerna. Att attribuera dessa förlagor till rätt upphovsman kan ofta vara vanskligt, under beteckningen "Martins skola" är mycket dolt. Per Nordquist gjorde flera målningar i akvarell, som är förvillande lika de akvareller som brodern Elias Martin utförde.
Han var även landskapsmålare och karikatyrtecknare och tecknade genretavlor. Han blev mest känd för humoristiska gouacher som den ofta reproducerade Kaffebeslaget och Peruken pudras och teckningar ur det samtida sällskapslivet samt landskap med vattenfall och franska motiv, ofta i en mörk kolorit. Han blev dock mest känd för sina dråpliga karikatyrer, som utgavs av konsthistorikern och tidningsredaktören Fredrik Boije af Gennäs och sedermera i litografi av den tyske litografen Ludvig Fehr. Ludvig Fehr, som etablerade ett litografiskt tryckeri i Stockholm, gav ut ett stort antal av Per Nordquists porträtt, stadsutsikter och landskapsmotiv som litografier. Per Nordquist avled 1805 i Neapel, endast 34 år gammal. 1822 utgavs 48 av hans teckningar som litografier.
Hans teckningar finns representerade på Nationalmuseum, Göteborgs konstmuseum, Norrköpings konstmuseum, Lunds universitetsbibliotek, Kungliga biblioteket i Stockholm och Nordiska museet samt i ett flertal finns i enskilda samlingar.